# Alba Posse

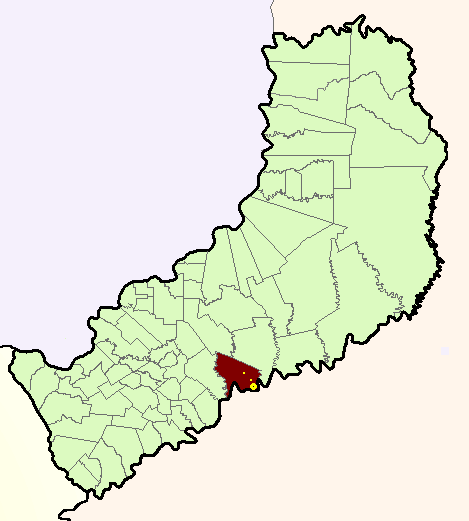
Municipio de Alba Posse en la Provincia de Misiones; los puntos pequeños representan las localidades de Santa Rita (sur) y San Francisco de Asís (norte).

Alba Posse es una localidad y municipio de Argentina, cabecera del departamento 25 de Mayo en la provincia de Misiones.
La ciudad se localiza a orillas del Río Uruguay, frente a la localidad brasilera de Porto Mauá, a la que se puede llegar a través de servicios de balsa y lanchas. Actualmente existe un proyecto que planea la construcción de un puente para facilitar la comunicación entre los dos países.
Se accede a ella a través de la Ruta Provincial 103, la cual a su vez se comunica con la Ruta Nacional 14.
En ella se cultiva mandioca, tabaco, cítricos, té, plantas aromáticas, además de explotación forestal, y cría de animales vacunos y porcinos.
El nombre se debe a su fundador, el ingeniero agrónomo Rodolfo Alba Posse.

## Geografía

### Ubicación
El municipio se encuentra ubicado en un recodo del río Uruguay, a manera de península. Alba Posse, de 486 habitantes, es el poblado con más importancia histórica y que además está conectado por un servicio de balsas con la ciudad brasileña de Porto Mauá. Sin embargo, el pueblo de Santa Rita, con 1433 habitantes, es donde se asientan las autoridades municipales. También forman parte del municipio las localidades de San Francisco de Asís y Barra Bonita; las picadas Chepoyá y 4 de Julio (ex Picada Macaco) y los parajes Barra Machado, Canal Torto, Colonia Acaraguá, Coronel Pringles (Tres Bocas), Depetris, El Barrerito, Las Abejas, La Uva, 9 de Julio y Victoria.

### Límites
El municipio se encuentra limitado al este por el arroyo Pindaití, al norte por la Colonia 25 de Mayo, al oeste por el arroyo Acaraguá (Departamento Oberá) y al sur por el río Uruguay, que lo separa de Brasil.
Tabla de límites

| Noroeste: Campo Grande | Norte: 25 de Mayo | Noreste: 25 de Mayo |
| Oeste: Campo Ramón     |                   | Este: 25 de Mayo    |
| Suroeste: Campo Ramón  | Sur: Brasil       | Sureste: Brasil     |

### Comunicaciones
Las vías de acceso al municipio son la Ruta Provincial 103 que lo comunica con la ciudad de Oberá, de la cual distan aproximadamente 56 kilómetros; la Ruta Provincial 2 que comunica al municipio con Colonia Aurora al norte y con Puerto Panambí al sur; y la Ruta Provincial 8 que une al municipio con el de 25 de Mayo. Existen varias empresas de ómnibus de servicio interprovincial que comunican al municipio con otras localidades de la provincia. También se puede acceder desde Brasil por medio del Paso Internacional Alba Posse-Porto Mauá, el cual cuenta con un puesto de Gendarmería, Migraciones y de Aduana (AFIP).

#### Proyecto de Puente internacional

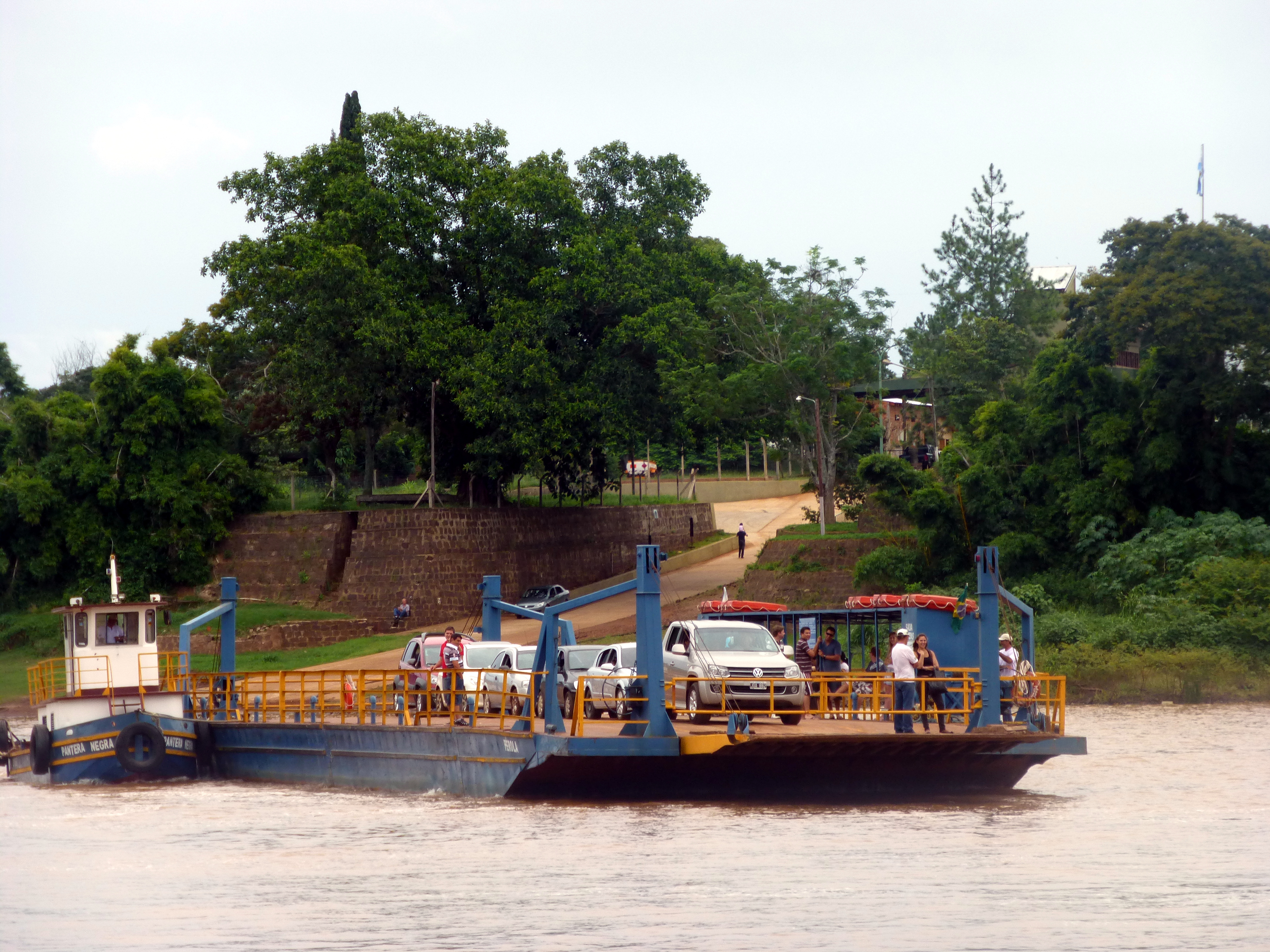
El actual cruce del paso fronterizo se realiza por un servicio de balsas.

Existen tres proyectos para la construcción de puentes internacionales sobre el río Uruguay que comuniquen a la Argentina con Brasil: Alvear-Itaquí, San Javier-Porto Xavier y Alba Posse-Porto Mauá, los cuales se disputan entre sí. Este último paso fronterizo es el segundo con mayor flujo turístico y comercial de la provincia de Misiones, pero el actual cruce del río se sigue haciendo por medio de un servicio de balsas.
El 3 de febrero de 2012 se firmó un acuerdo en la ciudad de Foz de Iguazú entre Departamento Nacional de Infraestructura de Transportes (DNIT) de Brasil y el Ministerio de Planificación de la Argentina donde las partes se comprometían a iniciar los estudios de viabilidad técnica, económica y ambiental en un plazo de 230 días. Los estudios fueron terminados a finales de 2015 y desde el DNIT se confirmó que el primer puente a construirse será el de Alba Posse-Porto Mauá con un inicio estimado de las obras para 2016 o a más tardar, principios de 2017. El proyecto además contempla, una vez finalizado este puente, la construcción de dos viaductos más entre las ciudades de San Javier-Porto Xavier y las de Alvear-Itaqui.
El 6 de agosto de 2012 este paso fronterizo fue habilitado para la importación y exportación de cargas. El puente beneficiaría acuerdos comerciales y mejoraría la integración de la región.

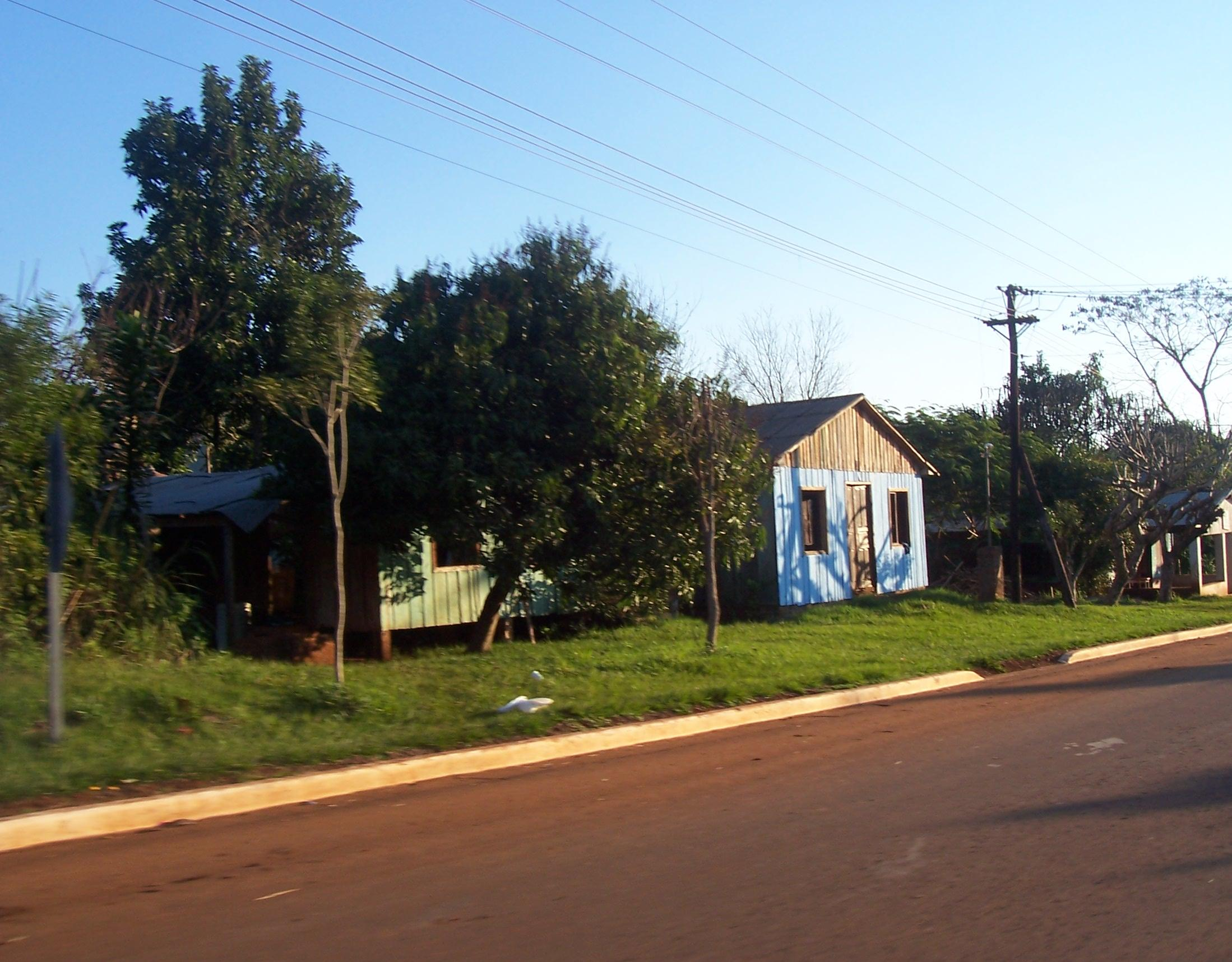
Calle de Alba Posse.

## Población
La localidad contaba con 481 habitantes (Indec, 2001), lo que representa un incremento del 6,2% frente a los 453 habitantes (Indec, 1991) del censo anterior. En cambio el municipio registró 7,874 habitantes (Indec, 2001) y 1871 viviendas.

## El proyecto Panambí
En la década de 1970 fue proyectado un aprovechamiento hidroeléctrico del río Uruguay en el tramo de la provincia de Misiones, compuesto por las centrales y embalses de Garabí y Roncador. Este segundo embalse hubiera dejado completamente bajo el nivel del agua la localidad de Alba Posse.
En la actualidad, el proyecto Roncador ha sido abandonado por su alto costo ecológico. En su reemplazo, se ha proyectado una segunda represa, de menores dimensiones, conocida como Panambí, que embalsaría el río Uruguay hasta una cota mucho menor. No obstante, este segundo proyecto de embalse también dejaría bajo el agua gran parte de Alba Posse, quedando otro sector importante dentro de la zona de seguridad del mismo. De modo que la casi totalidad del pueblo debería ser relocalizada, pudiendo instalarse algunos centenares de metros hacia el interior, o desplazarse casi por completo a la cercana localidad de Santa Rita, a 8 km de distancia.